# Bob Parr
Mr. Increíble (Robert Bob Parr) es un superhéroe, el fue primero oficial traje azul y rojo y se convierte padre protagonista de la película de animación de 2004 Los Increíbles y deuteragonista de su secuela de 2018 Los Increíbles 2 Y próximamente de año en Cine Los Increíbles 3. Creado por Brad Bird, el director de las dos películas, fue interpretado en inglés Reparto por Craig T. Nelson. En Hispanoamérica fue doblado por Víctor Trujillo y Sebastián Llapur (doblaje mexicano), mientras que José Antonio Ceínos y Ramón Langa se encargan de la voz del personaje en España. Tiene familia Está casado con Helen Parr (Elastigirl), tiene tres hijos (Violeta, Dash y Jack-Jack) y su mejor amigo es Lucio Best (Frozono).

## Historia

### Los Increíbles
Registrado al nacer como Robert Parr, Bob anteriormente trabajó como un superhéroe bajo el alias de Mr. Increíble, pero tras ser demandado por "salvar a alguien que aparentemente no quería ser salvado", Oliverio Sanito, y por las víctimas del accidente de un tren de alta velocidad, el gobierno discretamente inició el programa de reubicación de superhéroes, donde ellos recibirían amnistía por su responsabilidad en acciones pasadas a cambio de la promesa de nunca volver a sus actividades heroicas y siendo ciudadados comunes. Debido a esto, y al estar trabajando en una oficina, Bob estuvo quince años aburrido ya que no tenía nada de acción. Mientras trabajaba en la empresa, su jefe, Gilbert Huph (Sr. Rabia en Hispanoamérica) le decía que sus clientes lo ponían infeliz, y tras ello, lleno de furia, Bob lanzó a Huph provocando que no sólo termine hospitalizado, sino que también Bob sea despedido.
Más tarde, esa noche, se encontró con un paquete inesperado. Fue una propuesta de una misteriosa mujer llamada Mirage, quien le pedía que trabajase para su empresa, volviendo a tener una vida como superhéroe. Deseoso de revivir sus días de gloria, él está de acuerdo, y trabaja para ellos en secreto sin decirle nada a su familia. Su primera misión era derrotar a un robot inteligente que salió de control, el Omnidroide 9000, que andaba suelto en la jungla de la isla Palos Locos siendo una amenaza. Al ver lo invencible que era el robot, se dio cuenta de que lo único tan duro como para penetrarlo era él. Así, Mr. Increíble venció al robot y Mirage empezó a llamarlo para sus siguientes misiones.
Sin embargo, poco a poco descubrió que las cosas no son como parecen, pues se reencuentra con otro Omnidroide controlado por un superhéroe que dice que después de que fuera destruido tuvo que hacer "modificaciones mayores", y se revela que es el mayor admirador de Mr. Increíble, Buddy Pine. Pero en cambio, revela que su nombre no es Buddy, ni tampoco es Incrediboy, que sólo quería ayudar a Mr. Increíble, hasta que su "contestación" fue: "A volar, Buddy. Hago esto solo." Eso lo decepcionó, pero aprendió una lección importante: no puedes confiar con nadie, en especial con tus héroes. Más tarde, Mr. Increíble se infiltra en la guarida de Síndrome para descubrir sus planes, y se da cuenta de que ha asesinado a un montón de superhéroes con el robot (entre ellos Telescopio/Gazerbeam) con el objetivo de atacar Metroville y que Síndrome se haga el héroe. Sin embargo, Mr. Increíble es descubierto por Síndrome y aprisionado en su isla.  
Desde que Helen, Violeta y Dash llegaron a su rescate, Jack-Jack fue cuidado por una niñera llamada Kari. Al reencontrarse los cuatro, Síndrome los atrapa y dice que los que quieran ser súper, nunca lo serán.
En Metroville, el Omnidroide ataca la ciudad y Síndrome se hace el héroe, pero Mr. Increíble, su familia y Frozono lo derrotan y son felicitados.
Al volver a casa, Síndrome rapta a Jack-Jack y muestra una gran cantidad de poderes. Síndrome le dice a Mr. Increíble que no era el final, y que algún día iría por Jack-Jack. Mr. Increíble lanza su auto a la aeronave de Síndrome, generando que su capa sea succionada por una turbina y muere.

### Los Increíbles 2
Un tiempo después, Bob y su familia vuelven a ser superhéroes cuando Metroville es atacada por un nuevo villano, el Subterráneo (El Socavador en España), y tiempo después Elastigirl se enfrenta a otro villano que se hace llamar el Rapta-Pantallas.

## Poderes y habilidades
Mr. Increíble posee fuerza sobrehumana, lo que le permite levantar objetos hasta mucho más pesados.

## Impacto en Internet
En 2021 y 2022, se convirtió en un meme viral conocido como Mr. Incredible Uncanny, al que le hicieron muchas versiones y variantes.
- Datos: Q616658
- Multimedia: Mr. Incredible / Q616658